# Hern (duch)

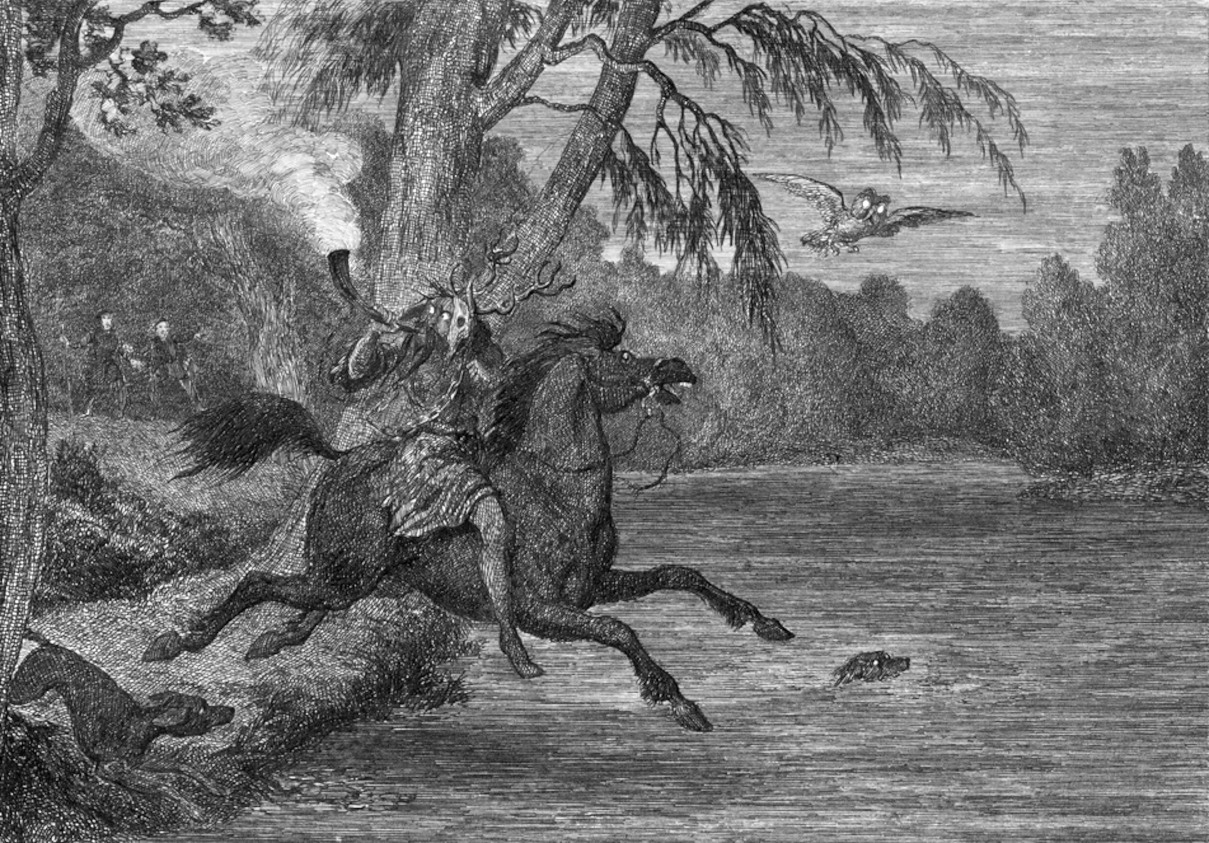
Hern Myśliwy galopujący z towarzyszącymi mu psami gończymi i sową (ilustracja z 1840 r.)

Hern (Herne), Hern Myśliwy – w angielskim folklorze anglosaski duch lasu, utożsamiany z celtyckim rogatym bogiem Cernunnosem.
Legendarny duch z głową zwieńczoną porożem, zamieszkujący las i królewski Wielki Park w Windsorze. Wierzono, że podobnie jak związane ze światem zmarłych celtyckie bóstwa myśliwskie Arawn i Gwyn ap Nudd, dowodzi upiornymi Dzikimi Zastępami galopujących widm i prowadzi zmarłych w zaświaty.
W literaturze Hern po raz pierwszy pojawia się w 1597 roku w sztuce Williama Szekspira Wesołe kumoszki z Windsoru:

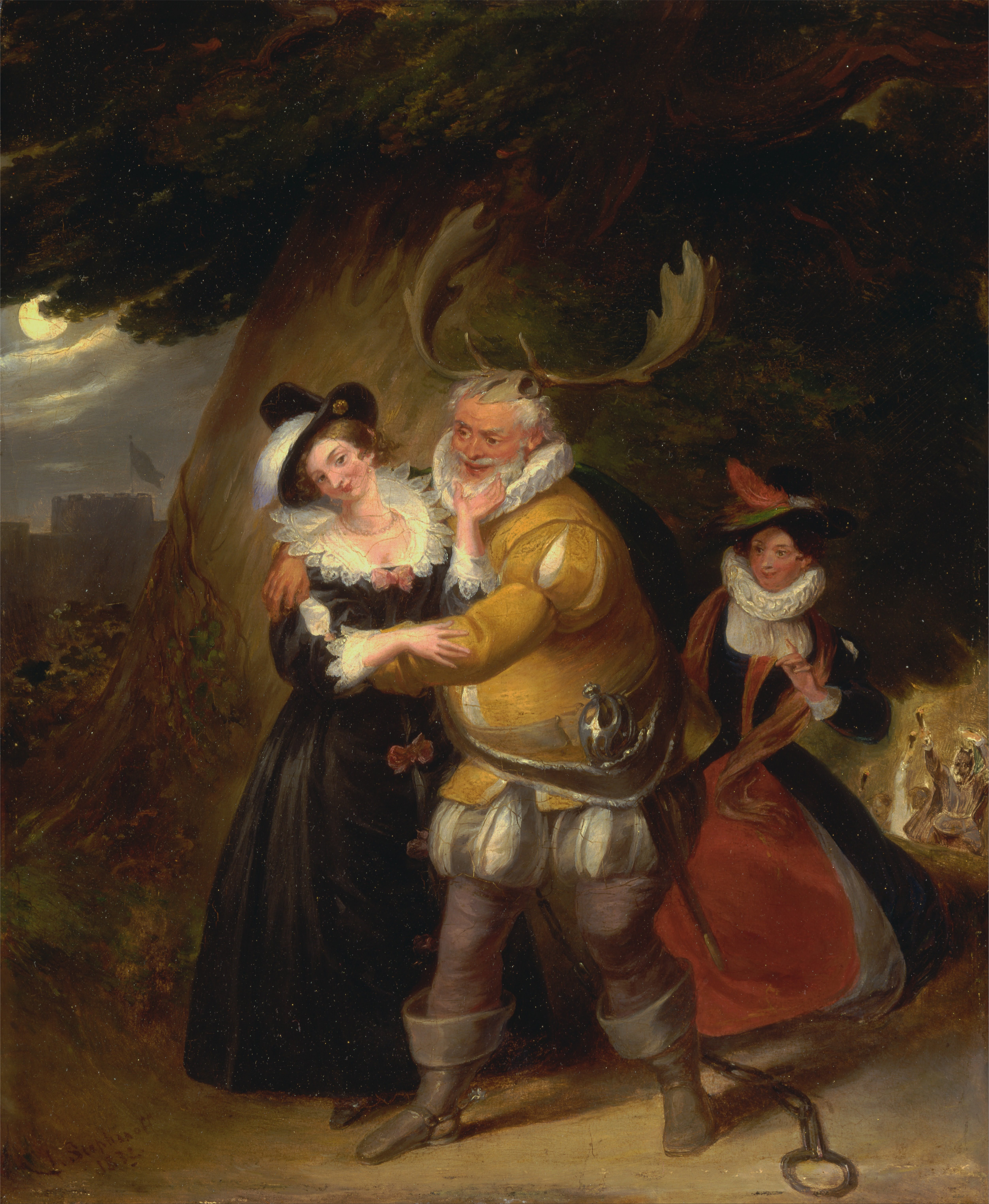
Falstaff jako Hern w komedii Szekspira (mal. J. Stephanoff, 1832)

There is an old tale goes, that Herne the hunter,
Sometime a keeper here in Windsor Forest,
Doth all the winter-time, at still midnight,
Walk round about an oak, with great ragg’d horns;
And there he blasts the tree, and takes the cattle,
And makes milch-kine yield blood, and shakes a chain
In a most hideous and dreadful manner.
You have heard of such a spirit, and well you know
The superstitious idle-headed eld
Receiv’d, and did deliver to our age,
This tale of Herne the Hunter for a truth.
(William Shakespeare, The merry wives of Windsor, akt 4, scena 4)

## W masowej kulturze współczesnej
Postać Herna występuje w brytyjskim serialu Robin z Sherwood jako Hern myśliwy i Hern pan drzew (w odcinku zatytułowanym Władca drzew), istota zamieszkująca las Sherwood. Przekazuje ona Robinowi łuk i strzały oraz wysyła go po rzekomy symbol Anglii – srebrną strzałę. W scenariuszu nie określono wyraźnie, czy Hern jest bóstwem, czy człowiekiem: wśród ludzi pojawia się jako bóstwo z porożem jelenia, lecz także jako zwykła istota ludzka. W serialu Hern ukazany jest również jako swoiste przeznaczenie Robin Hooda, jako nieodłącznie z nim związany; po śmierci banity powołuje na jego miejsce kolejnego Roberta z Huntingdon. Obu postaciom przedstawia się słowami: „Ja jestem Hern Myśliwy, a ty jesteś liściem niesionym przez wiatr” (I am Herne the Hunter and you are a leaf driven by the wind).
Robert Bly w swym eseju Żelazny Jan porównuje Herna do owej tytułowej postaci opisanej w jednej z baśni braci Grimm pod takim tytułem. Według autora postać ta występuje w mitach wielu kultur i ma istotny wpływ na inicjację mężczyzn.
Jan Hern (połączenie Herna i Żelaznego Jana) jest głównym bohaterem zbioru opowiadań Bartosza Adamiaka.